# Edwin Zoetebier
Edwin Zoetebier (* 7. Mai 1970 in Purmerend, Nordholland) ist ein niederländischer Fußballtorhüter.

## Karriere
Zoetebier begann seine Karriere 1988 beim FC Volendam. 1997 wechselte er nach England zum FC Sunderland. In der Winterpause der Saison 1998/99 wechselte er zurück in die Niederlande zu Feyenoord Rotterdam. In der Saison 2000/01 stand er auf Leihbasis für Vitesse Arnheim im Tor. Anschließend blieb er bis 2004 bei Feyenoord, mit denen er 2002 den UEFA-Pokal gewann, ehe er zur Saison 2004/05 bei der PSV Eindhoven unterschrieb. Zwischen der Saison 2006/07 und Saison 2008/09 stand er für NAC Breda im  Tor.